# ناحیه عریشه
ناحیه عریشه (به عربی: ناحیة العریشة) یک ناحیه در سوریه است که در منطقه الحسکه واقع شده‌است. ناحیه عریشه ۳۰٬۵۴۴ نفر جمعیت دارد.